# Club Deportivo Defensor San Alejandro
El Defensor San Alejandro es un club de fútbol peruano del distrito de Irazola, Provincia de Padre Abad, Departamento de Ucayali, aunque juega como local en la ciudad de Pucallpa. Fue fundado en 1969 y participa en la Copa Perú, después de haber descendido de la Segunda División.

## Historia

### Fundación
El Club Social Defensor San Alejandro. Fue fundado el 13 de setiembre de 1969 por un grupo de entusiastas vecinos, siendo el amigo Characato René Velarde el artífice y promotor principal.
El equipo es también identificado como la Fuerza del Cacao, en honor al producto bandera del Distrito de Irazola, primer productor de CACAO de la región UCAYALI y sede del FESTIVAL del CACAO. 

### La gran campaña en la Copa Perú 2012
En 2011, en una campaña en la que remó desde la Liga Distrital de Irazola, Defensor San Alejandro se quedó a un tris de acceder a la Etapa Nacional; en l Copa Perú 2012, con un inicio que partió en la Etapa Departamental de Ucayali, el elenco de la provincia del Padre Abad hizo pesar su experiencia y no tuvo dificultades para meterse dentro de los 16 mejores equipos del "fútbol macho". Tras ser eliminado en cuartos de final por Alianza Cristiana fue invitado a participar en la Segunda División del Perú.

### Segunda División
En la Segunda División Peruana 2013 terminó a mitad de tabla. En el torneo 2014 llegó a ser líder al inicio de la primera rueda pero fue cediendo posiciones para terminar el campeonato en sétimo lugar. Al año siguiente no participó de la Segunda División debiendo participar en la Copa Perú desde la Etapa Departamental de Ucayali donde tampoco se presentó.

### Resurgimiento
Regresó a la actividad futbolística como Defensor San Alejandro Fútbol Club para participar en la Copa Perú 2017, llegando hasta la etapa Nacional quedando en posición 34.

## Uniforme

### Evolución del uniforme

#### Titular
| 1969-2012 | 2013 | 2014 |  |

#### Alternativo
| 2013 | 2014 | 2014 |  |

## Datos del club
- Temporadas en Primera División: 0
- Temporadas en Segunda División: 2 (2013 - 2014).
- Mayor goleada conseguida:
  - En campeonatos nacionales de local: Defensor San Alejandro 7:3 Deportivo Coopsol (11 de agosto del 2013)
  - En campeonatos nacionales de visita:
- Mayor goleada recibida:
  - En campeonatos nacionales de local: Defensor San Alejandro 0:5 Sport Boys (12 de mayo de 2013)
  - En campeonatos nacionales de visita: Alfonso Ugarte (Puno) 4:1 Defensor San Alejandro (21 de abril del 2013)

## Entrenadores
Club Deportivo Defensor San Alejandro
- Carlos Cumapa (2011)
- Marcial Salazar (2012)
- José Luis Bustamante (2012)
- Javier Arce (2013)
- José Luis Bustamante (2013)
- Johano Bermúdez (2013)
- Javier Arce (2014)
- Jimmy Pinedo (2014-2015)

Defensor San Alejandro Fútbol Club
- Jimmy Pinedo (2016-2017)
- Miguel Ángel Guzmán Gonzales / Sixto Rojas (2017)
- Miguel Ángel Guzmán Gonzales (2018-2022)
- Aquiles Mori Cabanillas (2023-2024)

## Palmarés

### Torneos regionales
| Competición regional                | Títulos                 | Subcampeonatos |
| ----------------------------------- | ----------------------- | -------------- |
| Etapa Regional - Región III (0/1)   |                         | 2012.          |
| Liga Departamental de Ucayali (1/2) | 2011.                   | 2012, 2017.    |
| Liga Provincial de Padre Abad (1/0) | 2022.                   |                |
| Liga Distrital de Irazola (4/2)     | 2011, 2018, 2019, 2022. | 2024, 2025.    |